# دي جي إدوين
دي جي إدوين (بالإنجليزية: DJ Edwin)‏ هو موسيقي أسترالي، ولد في 29 يناير 1968، وتوفي في 16 مارس 2014.

## وصلات خارجية
- دي جي إدوين على موقع ميوزك برينز (الإنجليزية)